# ファー・ユー
「ファー・ユー」(Fuh You) は、2018年8月15日に発売されたポール・マッカートニーのアルバム『エジプト・ステーション』からの2作目のシングル。

## 解説
「ファー・ユー」は、ライアン・テダーとの共同プロデュースで制作された楽曲のうち、唯一アルバムに収録された楽曲である。ライアンと制作した楽曲は、このほかに「ナッシング・フォー・フリー」と後にシングルとしてリリースされた「ゲット・イナフ」が存在し、いずれも『エジプト・ステーション (エクスプロラーズ・エディション)』に収録されている。
本作のタイトルが「Fuck You」と響きが似ていることから、これを意味する言葉なのかという指摘があるが、ポール本人によって否定されている。ポールは、本作について「曲の制作が大詰めを迎えている頃、僕らはスタジオ内で少しヒステリックになっていた。そこで『I just wanna shag you（ただセックスがしたい）』とでも言おうか』と歌ったら、みんなが笑い出してね。そこで僕はこう言った。『違う。今僕らに出来ることを言おうとしているんだ。僕が何について歌っているかをまぎらわすことが出来る』ってね。」とコメントしている。
7月23日にアビー・ロード・スタジオで開催されたシークレット・ライヴで演奏された4曲のうちの1曲である。同26日にキャヴァーン・クラブで開催された無料ライブでも演奏され、こちらのライブ音源は2019年5月に発売された『エジプト・ステーション (エクスプロラーズ・エディション)』のDISC2に収録されている。
8月15日にアルバム『エジプト・ステーション』からの第2弾シングルとして配信限定でリリースされた。

## ミュージック・ビデオ
8月15日にシングルの配信開始と共に、YouTubeの公式チャンネルではリリック・ビデオが公開された。
翌月10日には、シングルのプロモーションとしてミュージック・ビデオが公開された。ミュージック・ビデオは、ポールの故郷であるリヴァプールを舞台としたモノクロの映像となっており、若者のカップルが少女の自宅の前でキスを交わそうとしていると、少女の母親が出て来て少年を追い返すところから始まる。少女に夢中でいる少年は、帰路につく道すがらに「ファー・ユー」を歌いながら、リヴァプールの街を踊り歩くという内容になっている。

## パーソネル
- ポール・マッカートニー - リード・ボーカル、バッキング・ボーカル、ハープシコード、アコースティック・ギター、ウーリッツァー

外部ミュージシャン
- グレッグ・カースティン（英語版） - プロデューサー、エンジニア、編曲
- ライアン・テダー - バッキング・ボーカル、プログラミング、アシスタント・プロデューサー
- ザック・スケルトン - プログラミング、アシスタント・プロデューサー
- デヴィッド・エンジェル - ヴァイオリン
- アリシア・エンストローム - ヴァイオリン
- ベッツィー・ラム - ヴィオラ
- ポール・ネルソン - チェロ
- ジャック・ジェズロ - コントラバス
- ブランドン・マイケル・コリンズ - ストリングス編曲、ストリングス・プロデュース

## 収録アルバム
- エジプト・ステーション